# Hesperioidea
Hesperioidea este o superfamilie de fluturi ce conține următoarele familii:
- Hesperiidae
- Megathymidae

## Refeințe
- TSN. Integrated Taxonomic Information System.